# Estrella blanca de la secuencia principal

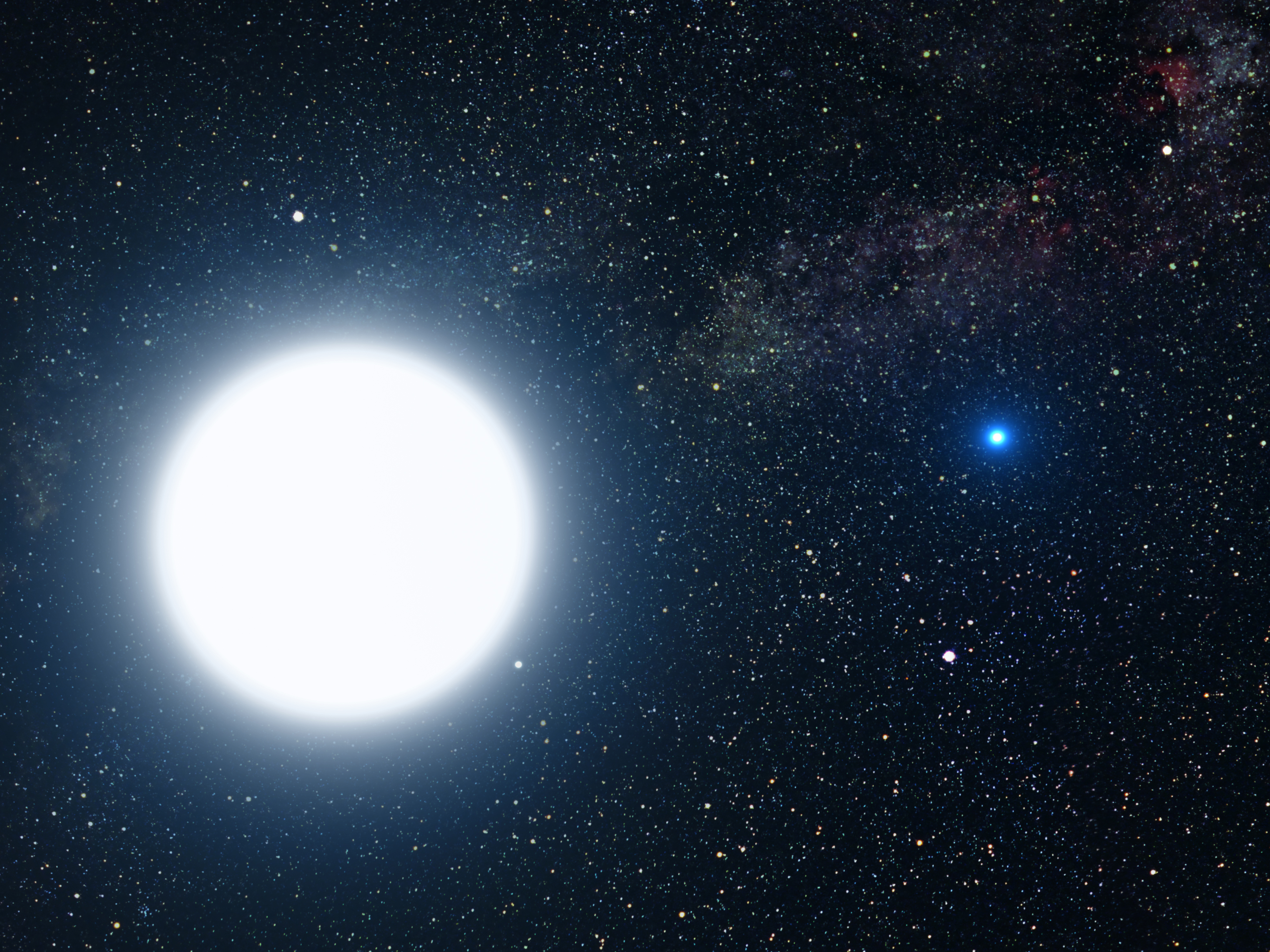
Impresión artística de Sirio A y Sirio B. Sirio A, una estrella de tipo-A de la secuencia principal es la más grande de las dos.

En astronomía, una estrella blanca de la secuencia principal (denominada también estrella de tipo-A de la secuencia principal o enana blanca A) es una estrella de tipo espectral A y clase de luminosidad V que se encuentra en la fase evolutiva —al igual que en el Sol— de donde su energía proviene de la fusión del hidrógeno en helio. Estas estrellas tienen espectros que están definidos por fuertes líneas de absorción del hidrógeno de Balmer así como líneas de metales ionizados. Tienen masas de 1.4 a 2.1 veces la masa del Sol y temperaturas superficiales entre 7.600 y 10.000 K. Ejemplos de estrellas blancas brillantes de la secuencia principal y cercanas al sistema solar son: Altair (A7 V), Sirio A (A1 V) y Vega (A0 V).

## Estrellas espectrales estándar

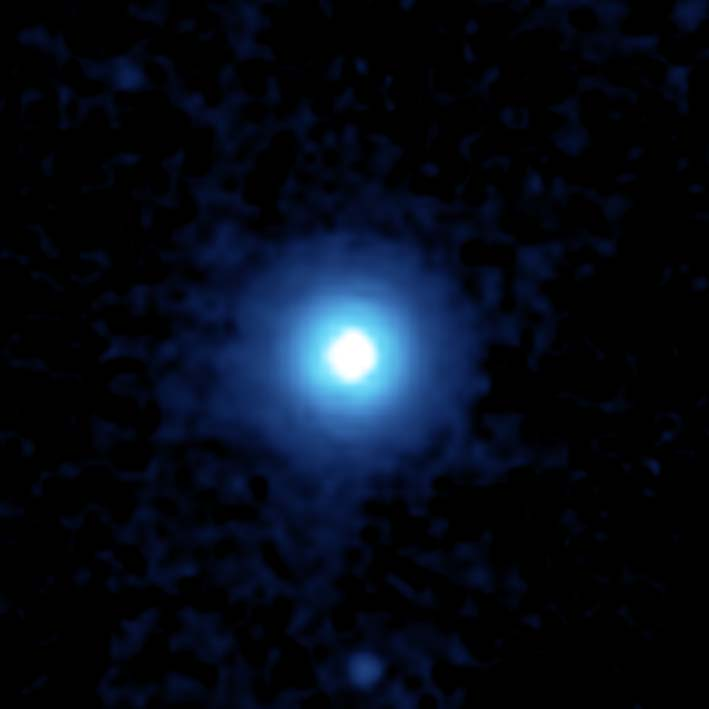
Estrella Vega, ubicada a 25 años luz de distancia en la constelación de Lyra. Spitzer pudo detectar la radiación de calor de la nube de polvo que rodea la estrella y descubrió que el disco de escombros es mucho más grande de lo que se pensaba anteriormente. Esta comparación lado a lado, tomada por el fotómetro de imágenes multibanda de Spitzer, muestra los cálidos brillos infrarrojos de las partículas de polvo que orbitan alrededor de la estrella.

El sistema revisado del Yerkes Atlas enumera una densa cuadrícula de estrellas enanas espectrales estándar de tipo-A, pero no todas ellas han llegado hasta nuestros días como estándares. Los "puntos de anclaje" y la "calibración estándar" del sistema de clasificación espectral de Morgan–Keenan entre las estrellas enanas de tipo-A de la secuencia principal, es decir, aquellas estrellas estándar que han permanecido sin cambios a lo largo de los años y las que pueden ser consideradas como definidoras del sistema son: Vega (A0 V), gamma Ursae Majoris (A0 V) y Fomalhaut (A3 V). La revisión de la clasificación MK por Morgan y Keenan en 1973 no proporcionó ninguna calibración estándar entre los tipos A3 V y F2 V. HD 29996 se sugirió como una estándar de tipo A5 V en 1978. Richard Gray y Robert Garrison ofrecieron las más recientes contribuciones a la secuencia espectral de enanas de tipo-A en un par de escritos en 1987 y 1989. En ellos enumeran una variedad de enanas espectrales estándar de tipo-A de lenta y rápida rotación, incluyendo HD 45320 (A1 V), HD 88955 (A2 V), 2 Hya (A7 V), 21 LMi (A7 V) y 44 Ceti (A9 V). Además de las estándares MK previstas en los escritos de Morgan y en los documentos de Gray & Garrison, también se ve de vez en cuando a delta Leonis (A4 V) enumerada como una estándar. No hay estrellas estándar A6 V y A8 V publicadas.

## Planetas

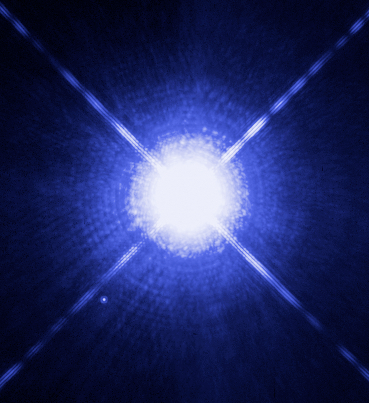
Sirio A, ejemplo de estrella blanca de la secuencia principal. Abajo a la izquierda, puede apreciarse a la pequeña estrella Sirio B.

Las estrellas de tipo-A son jóvenes (por lo general unos pocos cientos de millones de años) y muchas emiten radiación infrarroja más allá de lo que se esperaría de la estrella sola. Este exceso de radiación infrarroja es atribuible a la emisión de polvo a partir de un anillo de fragmentos donde se forman los planetas. Los estudios indican que los planetas masivos se forman comúnmente alrededor de las estrellas de tipo-A, aunque estos planetas son difíciles de detectar por el método de espectroscopia Doppler. Esto se debe a que las estrellas de tipo-A rotan muy rápidamente, lo que hace que sea muy difícil de medir los pequeños desplazamientos Doppler inducidos por planetas en órbita ya que las líneas espectrales son muy amplias. Sin embargo, con el tiempo, este tipo de estrellas masivas se convierten en gigantes rojas muy frías que giran más lentamente y, por lo tanto, los desplazamientos pueden ser medidos utilizando el método de la velocidad radial. A principios de 2011 se encontraron unos 30 planetas tipo Júpiter alrededor de estrellas gigantes de tipo-K incluyendo: Pollux, Errai y Edasich. Estudios por medición Doppler en torno a una amplia variedad de estrellas indican que 1 de cada 6 estrellas tienen el doble de la masa del Sol y están orbitadas por uno o más planetas del tamaño de Júpiter, frente a 1 de 16 para estrellas similares al Sol.
Estrellas de tipo-A conocidas que tienen planetas incluyen a: Fomalhaut, HD 15082, Beta Pictoris y HD 95086 b.

## Estrellas blancas de la secuencia principal más cercanas
En la siguiente tabla se recogen las estrellas blancas de la secuencia principal a menos de 77 años luz de la Tierra.
| Nombre     | Denominación de Bayer | Tipo espectral | Masa (soles) | Distancia (años luz) | Notas        |
| ---------- | --------------------- | -------------- | ------------ | -------------------- | ------------ |
| Sirio A    | Alfa Canis Majoris    | A0-1 Vm        | 2,02         | 8,6                  |              |
| Altair     | Alfa Aquilae          | A7 V-IV        | 1,7          | 16,7                 | ¿Subgigante? |
| Fomalhaut  | Alfa Piscis Austrini  | A3 V           | 2,3          | 25,1                 |              |
| Vega       | Alfa Lyrae            | A0 V           | 2,135        | 25,3                 |              |
| Denébola   | Beta Leonis           | A3 V           | 1,75         | 36,2                 |              |
| Cástor Aa  | Alfa Geminorum Aa     | A1 V           | 2,4          | 51,6                 |              |
| Cástor Ba  | Alfa Geminorum Ba     | A2-5 V         | 1,9          | 51,6                 |              |
|            | Alfa Circini          | A-F1 IV-Vp     | 1,8          | 53,5                 | ¿Subgigante? |
| Duhr       | Delta Leonis          | A4 V           | 2,2          | 57,7                 |              |
|            | Iota Centauri         | A2 V           | 2,5-2,6      | 58,6                 |              |
| Sheratan A | Beta Arietis          | A5 V           | ~ 2          | 59,6                 |              |
|            | Beta Pictoris         | A5 V           | 1,8          | 62,9                 |              |
|            | Zeta Leporis          | A2-3 V         | 1,9          | 70,2                 |              |
|            | Épsilon Serpentis     | A2 Vm          | 1,85         | 70,3                 |              |
| Heze       | Zeta Virginis         | A3 V           | 1,9          | 73,2                 |              |
| Alphecca   | Alfa Coronae Borealis | A0 V           | 2,7          | 74,7                 |              |
|            | Kappa Phoenicis       | A7 Vn          | 2,9          | 76,7                 |              |

Fuente: A stars within 100 light-years (Solstation)
- Datos: Q471805
- Multimedia: White main-sequence stars / Q471805